# Maukspitze
Die Maukspitze, häufig auch Mauckspitze geschrieben, ist ein 2231 m ü. A. hoher Gipfel im Kaisergebirge in den nördlichen Kalkalpen.

## Lage
Die Maukspitze stellt den östlichsten eigenständigen Gipfel des Kaisergebirges dar. Nach Osten schließt sich der Kamm des Niederkaisers an, im Westen grenzt die Maukspitze an die Ackerlspitze. Nach Süden fällt die Maukspitze steil und schrofig (Niedersessel, Hochsessel), teilweise auch mit senkrechten Wandstufen ins Leukental nach St. Johann in Tirol ab. Nach Norden bricht die Maukspitze ebenfalls steil zum Kaiserbachtal ab. Der Berg gehört mit dem größten Teil zur Gemeinde Kirchdorf in Tirol; das Gipfelkreuz liegt direkt an der Grenze zu den Gemeinden Going am Wilden Kaiser und St. Johann in Tirol.

## Routen
Aufgrund ihrer exponierten Lage ist die Maukspitze ein beliebter Aussichtsgipfel, jedoch von keiner Seite leicht zugänglich. Der einfachste Zustieg erfolgt von der Wochenbrunneralm im Süden über Niedersessel und Südostgrat (I). Die Maukspitze ist auch über einen ausgesetzten Bergsteig, der Trittsicherheit, Schwindelfreiheit und alpine Erfahrung erfordert, von der Ackerlspitze erreichbar. Als Ausgangspunkt bietet sich in jedem Fall die Ackerlhütte an. Des Weiteren finden sich viele Kletterrouten verschiedener Schwierigkeitsgrade.